# Schlangensäule

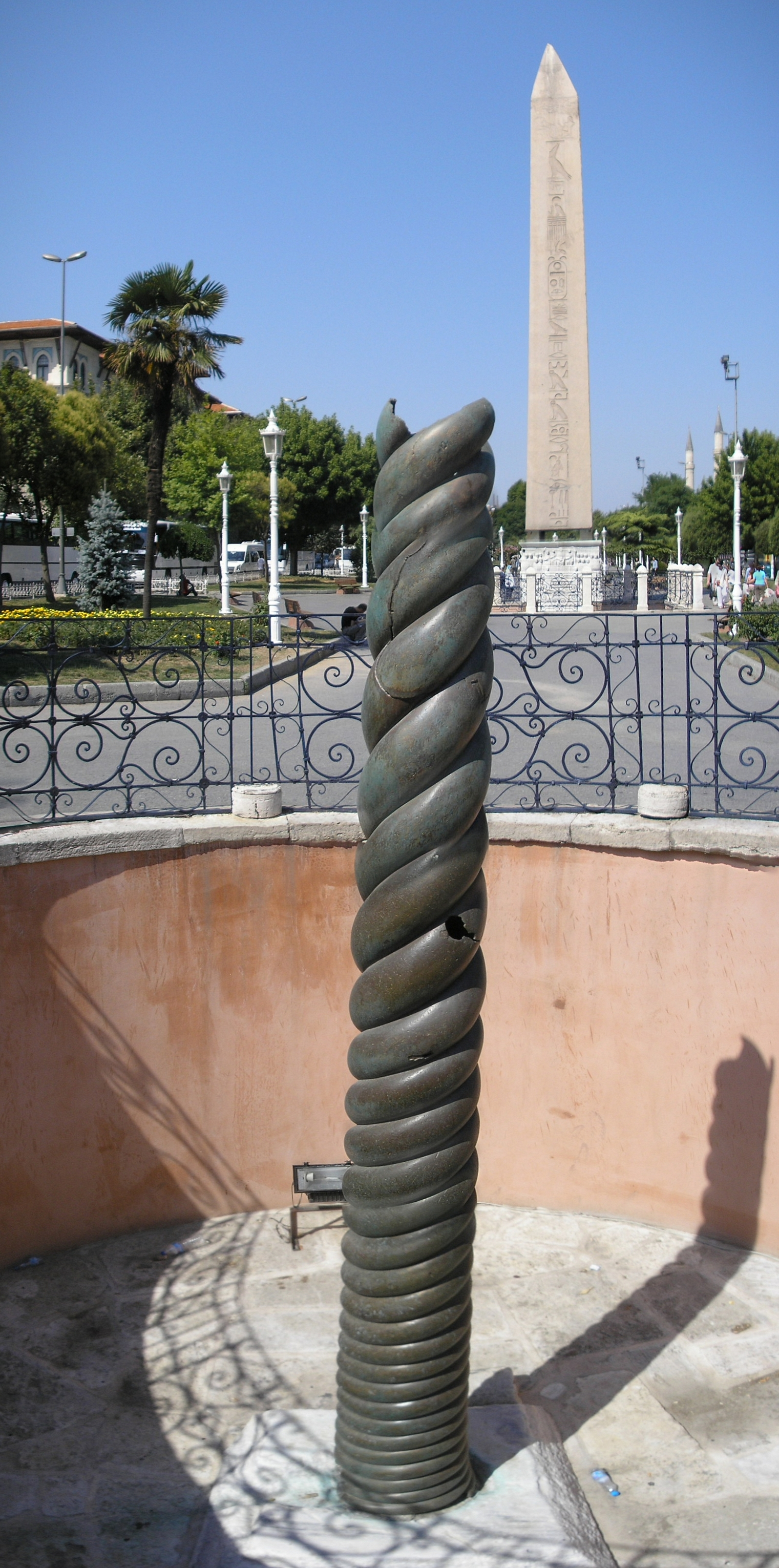
Schlangensäule im Hippodrom von Konstantinopel

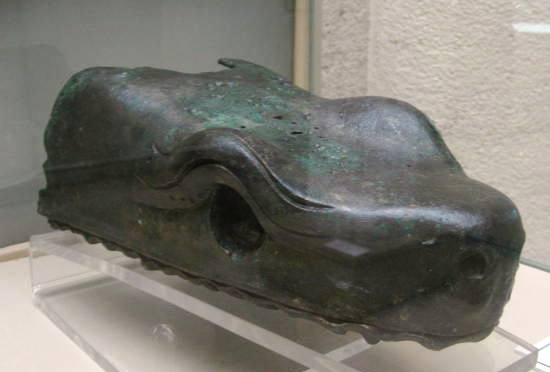
Ein Teil eines Kopfes befindet sich heute im Archäologischen Museum von Istanbul

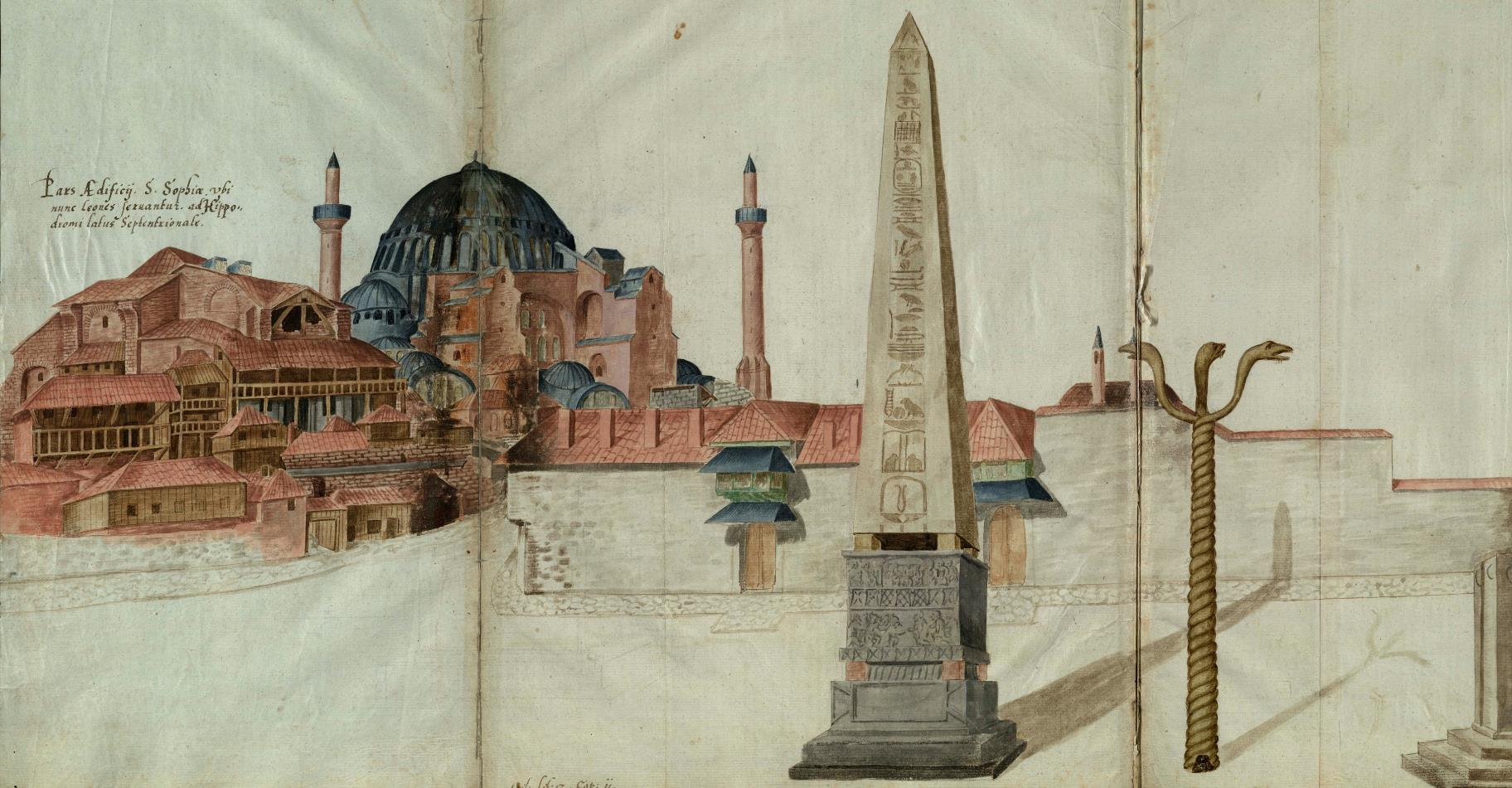
Ansicht des Hippodroms mit der Schlangensäule, 1574

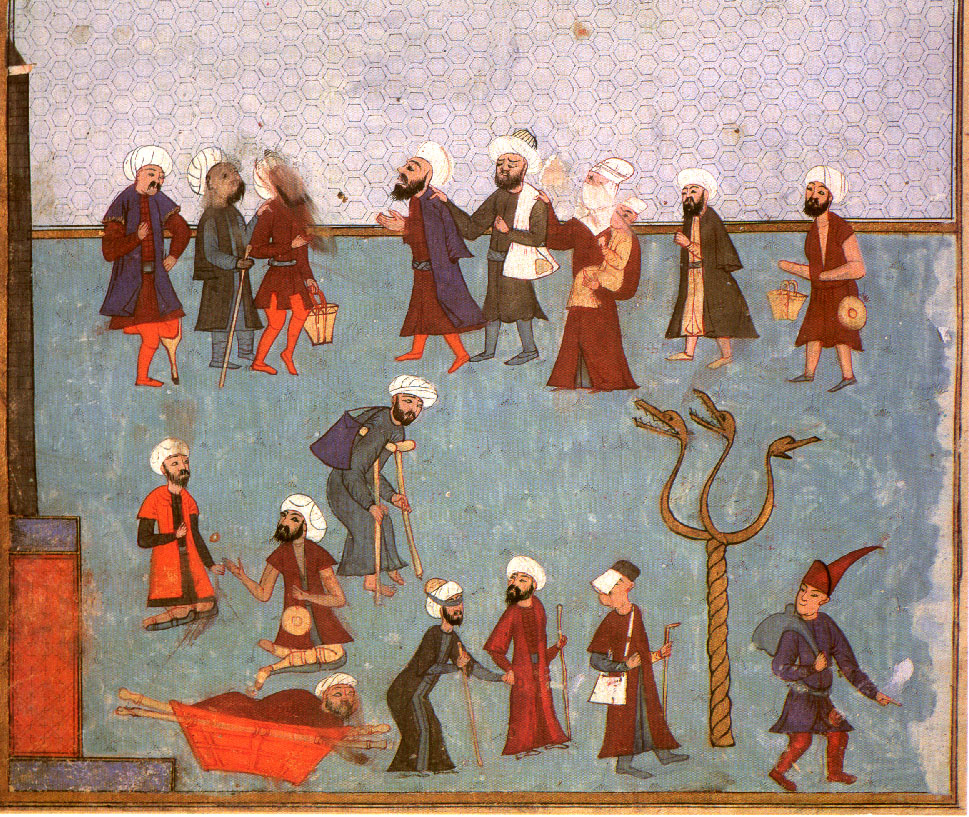
Osmanische Miniatur aus der Surname-ı Vehbi aus dem Jahre 1582, mit der Schlangensäule mit drei Köpfen

Die Schlangensäule war ein Weihegeschenk des Hellenenbundes, das sie nach ihren Siegen über die persischen Invasoren (480 v. Chr. in der Schlacht von Salamis und 479 v. Chr. in der Schlacht von Plataiai) dem Gott Apollon widmeten.

## Beschreibung
Drei sich ineinander emporwindende Schlangen bilden den tordierten Schaft der hohlen Bronzesäule. Sie ist bis zu einer Höhe von 5,34 m erhalten, ihr Durchmesser beträgt 0,63 m. Auf den untersten 11 Windungen befindet sich eine punzierte Inschrift.
Der obere Teil eines der drei Schlangenköpfe ist ebenfalls erhalten, auch er ist hohl gegossen. Das 32,5 cm lange Kopffragment befindet sich heute im Archäologischen Museum von Istanbul.

## Rekonstruktion
Die Rekonstruktion des Monumentes ist umstritten. Die Köpfe der Schlangen – so viel ist sicher – trugen ursprünglich einen goldenen Dreifuß, wobei unklar ist, ob es sich um Massivgold oder beispielsweise vergoldete Bronze handelte. Zwei Varianten werden diskutiert, eine „kleine Lösung“, nach welcher die Füße des Dreifußes auf den drei Köpfen der Schlangensäule aufsetzte, und eine „große Lösung“, nach welcher der Dreifuß mit den Füßen auf dem Boden aufsetzte, die Säule also als Mittelstütze des Dreifußkessels diente.
Für beide Varianten gibt es Vorbilder und gute Argumente. Den entscheidenden Hinweis würde die Basis liefern, die jedoch nicht mit Sicherheit identifiziert ist.
Philologische Ansätze versuchen herauszufinden, wie etwa Herodot oder Pausanias bestimmte Wörter nutzen, um daraus Hinweise für die Rekonstruktion zu ziehen.
Die Gesamthöhe der Säule mit Dreifuß wird unabhängig von der Lösung auf etwa 10–12 m geschätzt.

## Standort
Die Schlangensäule stand zunächst im Apollonheiligtum von Delphi. Der genaue Standort ist allerdings unklar. Herodot erwähnt, der Dreifuß stehe nahe am Altar. Damit meint er den großen Apollon-Altar vor dem Tempeleingang. Der Aufstellungsort der Säule ist auf der anderen Seite der Heiligen Straße, gegenüber des Altars, zwischen vielen weiteren Weihungen zu vermuten. Th. Homolle brachte zuerst die dort befindliche Basis Atlas 408 mit der Schlangensäule in Verbindung. D. Laroche konnte jedoch 1990 diese Basis eindeutig einer anderen Weihung zuordnen, nämlich dem Dreifuß der Krotoniaten. Das später gefundene Basisfragment Nr. 416 scheint tatsächlich zur Schlangensäule zu gehören, allerdings ist es erstens nur ein kleiner Randteil der Standfläche, und zweitens ist die Verortung des Fragments auf dem Fundament Atlas 407 unsicher.

## Geschichte
Vermutlich 331 n. Chr. ließ Konstantin der Große die Schlangensäule zum Schmuck seiner neuen Hauptstadt im Hippodrom von Konstantinopel aufstellen. Es gibt verschiedene Angaben darüber, wann der goldene Dreifuß selbst entwendet wurde.

Später soll die Säule in eine dreimündige Fontäne umgewandelt worden sein, wie im Jahre 1422 Reisende beschrieben. Nach der Eroberung Konstantinopels durch die Osmanen 1453 wurde einer der Köpfe beschädigt. Osmanische Abbildungen dokumentieren, dass die Köpfe vorerst erhalten blieben. Hans Dernschwam, der Mitte des 16. Jahrhunderts nach Konstantinopel reiste, beschrieb die Schlangensäule folgendermaßen:
„Mer ist auf obstandem platz Athmedan ein hoche, gossene, kuppfrene sewle auffgericht, digkher als ein klaffter. Ist drifach gewunden wie 3 schlangen vnd oben heruber gehen drey nattern kopff mit auffgespertten mewlern; ist nichts darbey geschriben. Die turkhen vnd juden sagen ire fabeln, sol ein zawberei sein fwr die nathern, deren vil zw Constantinapol sein sollen, fwr denen man nicht pleiben sunst het mugen.“ (Hans Dernschwam)
Erst im 17. Jahrhundert wurden die Schlangenköpfe abgeschlagen. Ein beschädigter Schlangenkopf befindet sich heute im Archäologischen Museum Istanbul. Die Säule selbst steht (wie etwa auch der Obelisk des Theodosius) bis heute auf dem ehemaligen Hippodrom-Platz. Da, wie in lange bewohnten Städten üblich, die Höhe der Straße allmählich zunahm, war die Inschrift der Säule unter dem Straßenniveau verborgen. 1855 wurde die Basis wieder freigelegt. So steht jetzt die Säule in einer kleinen Vertiefung unter offenem Himmel und ist jederzeit zugänglich. Allerdings leidet sie darunter: Die Bronze korrodiert weiter, und die Inschrift ist zunehmend schlechter lesbar.
Eine Kopie des in Istanbul noch vorhandenen Teils der Säule wurde 2015 gegenüber des großen Altars in Delphi in der Nähe der Basis Atlas 408 aufgestellt.

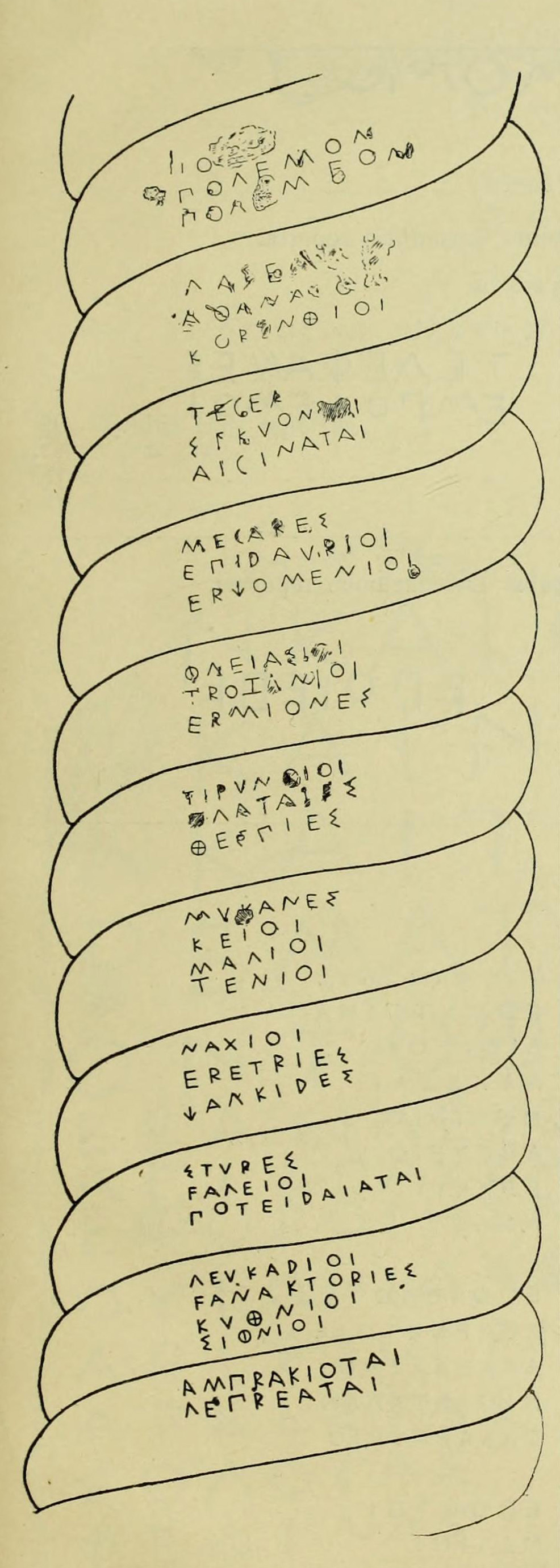
Zeichnung der Inschrift von Herrmann Röhl, 1907

## Inschrift
Ursprünglich gab es wohl zwei Inschriften. Von der ersten berichtet Thukydides, König Pausanias habe sie am goldenen Kessel angebracht und die Spartaner hätten sie wieder entfernt, weil sie den Sieg ihm allein zuschrieb anstatt dem ganzen Bund. Thukydides überliefert den Wortlaut:
„Herr der Hellenen im Feld, da er Persiens Scharen vernichtet, stellt Pausanias hier, Phoibos, dies Denkmal dir auf.“
Die erhaltene Inschrift zieht sich über 11 Windungen. Sie beginnt einer kurzen Einordnung, dann folgen die Namen von 31 Poleis:
Di[ese haben den] Krieg geführt: Lake[daimonier], Athener, Korinther, Tegeaten, Sikyonier, Aigineten, Megarer, Epidaurier, Erchomenier, Phleiasier, Troizener, Hermioneer, Tirynthier, Plataier, Thespier, Mykener, Keer, Melier, Tenier, Naxier, Eretrier, Chalkider, Styrier, Eleer, Potaidaiaten, Leukadier, Anaktorier, Kynthier, Siphnier, Ambrakioten, Lepreaten.
Dass diese 31 tatsächlich in dieser Besetzung den Hellenenbund bildeten, ist zu bezweifeln. Je drei Namen befinden sich auf einer Windung. Lediglich die letzten beiden sind nur zu zweit. Außerdem sind die Tenier und die Siphnier jeweils die vierte Polis auf ihrer Windung, was zu der Annahme geführt hat, die beiden seien nachträglich hinzugefügt worden. Zu den Teniern überliefert Herodot sogar ausdrücklich, dass sie dem Bund später beigetreten seien, nachdem sie ursprünglich auf der Seite der Perser kämpften:
„Während sie aber noch ungläubig waren, kam eine Triere mit Männern aus Tenos als Überläufer an – sie befehligte ein unter den Teniern angesehener Mann, Panaitios, der Sohn des Sosimenes –, und dieses Schiff brachte die volle Wahrheit mit sich. Wegen dieser Tat wurden die Tenier in Delphi auf dem Dreifuß unter denen verzeichnet, die den Barbaren niederwarfen.“
Allerdings geschah dies vor der Schlacht bei Salamis, sodass eine nachträgliche Hinzufügung rein chronologisch nicht nötig gewesen wäre. Auch ein lemnisches Schiff erwähnt Herodot als Überläufer vor der Schlacht bei Kap Artemision, jedoch sind die Lemnier nicht in der Inschrift erwähnt. Die Frage bleibt also offen, wobei ein verstärkter Blick auf die Paläographie der Inschrift Aufschluss bieten könnte.
Die literarische Überlieferung bietet weitere Aufzählungen. Herodot zählt vor der Schlacht von Plataiai die beteiligten Poleis auf. Diese Liste unterscheidet sich folgendermaßen von der Inschrift: Keer, Melier, Tenier, Naxier, Eleer, Kythnier und Siphnier werden nicht genannt, dafür spricht zusätzlich er von Paleern sowie von Phokern, die Herodot zufolge auf beiden Seiten gekämpft haben.
Pausanias erwähnt eine Statue des Zeus, die er in Olympia gesehen hat. Sie sei ebenfalls eine Weihung der bei Plataiai siegreichen Griechen gewesen. Auf dem Sockel der Statue befand sich eine inschriftliche Liste, die sich wie schon Herodots Liste von der Inschrift auf der Schlangensäule unterscheidet. Sie ist um vier Poleis kürzer: Eretrier, Leukadier, Siphnier und Ambrakioten waren dort nicht verzeichnet.